# 비질런트 스톰
비질런트 스톰은 한국 공군과 미국 공군의 연합훈련이다.

## 역사
한미는 양국의 군용기 240여대가 참여하는 대규모 연합공중훈련인 '비질런트 스톰'을 5년 만에 재개해, 2022년 10월 31일 부터 11월 4일까지 실시한다.
2015년에는 비질런트 에이스란 명칭으로 이 훈련을 처음 시행했고, 2018년부터는 전투준비태세 종합훈련이라는 명칭으로 바뀌면서 소규모 연합 공군훈련으로 축소했다.
2022년 한반도 정세가 엄중해지면서 비질런트 스톰 이라는 이름으로 재개했다.
일본 이와쿠니 미군기지에 주둔하는 F-35B 스텔스 전투기는 최초로 한국의 공군 기지에 착륙한다. 이번 훈련에서 한·미 전력 출격 횟수는 총 1600여 소티(출격 횟수)에 달한다.
미국 해병대의 최신 스텔스 전투기 F-35B가 처음으로 한국 땅에 내렸다. 10월 1일 주한 미 7공군사령부에 따르면 미 해병대 제242 전투기 공격비행대대(VMFA-242)가 운용하는 F-35B 4대가 군산공군기지에 착륙했다.

## B-1B 랜서
7공군의 켈리 지터 대변인은 "이번 훈련에 참가한 거의 모든 종류의 한미 군용기 수십여 대가 1시간 동안 함께 비행하며 훈련을 했다"면서 F-35B 전투기와 U-2 고공전략정찰기, EA-18G 전자전기, MQ-1C 무인정찰기 등 양국 군용기들이 참가했다고 전했다. 다만, 최근 태평양 괌 앤더슨 공군기지에 배치된 B-1B 랜서 전략폭격기는 이번 훈련에 참가하지 않는다고 지터 대변인은 설명했다.
예전에 비질런트 에이스 2017 훈련 때는, 랜서가 괌에 전개된 다음, 훈련에 참여했었다. 이번 비질런트 스톰 2022 훈련에는, 괌에만 전개하고, 훈련에는 참여하지 않아서, 북한에 대한 위협의 수위를 조절했다.

## 대규모 공습
비질런트 에이스, 비질런트 스톰은 전시에 북한의 핵심 표적 700여 개를 최단시간에 제거하는 작전 계획을 훈련하는 것이다. 주야간 출격한다. 주요 표적은 이동식 미사일 발사차량, 장사정포, 핵시설과 잠수함 기지 등이다.
개전과 동시에 한미 양국 군대는 북한의 표적 700여 군데에 대한 1차 타격을 목표로 하고 있다. 중국 언론에서는 남북한 교전 직후, 미국은 북한의 800개 주요 군사목표에다가 8천발의 미사일을 쏟아 부어서 북한을 무력화 시킨다는 계획이 있다고 보도했다.
미국 공군은, 어느 나라든지, 500개 정도의 목표물을 공습하면, 군대의 지휘체계가 거의 완벽하게 붕괴된다고 평가한다.

## 비질런트 에이스
2017년 12월 4일, 비질런트 에이스 훈련을 시작했다. 미국의 전략무기인 B-1B와 F-22가 동시에 한반도 상공에 전개돼 폭격 연습을 한 것은 처음이다. 이번 훈련에서 B-1B는 가상으로 무장투하 연습을 했고, 우리 공군의 F-15K 2대는 MK-82 폭탄을 실사격했다. 김정은 북한 노동당 위원장은 평양을 비우고 후방의 중국과 접경지역을 시찰했다.
한반도 상공에서 B1B 전략폭격기, F22 스텔스 전투기 등 전략자산은 2017년 이후로 전개되지 않았다.

## 대량응징보복
한국군의 대량응징보복은 한국 육군이 대규모의 지대지 미사일을 발사하는 작전계획이고, 비질런트 스톰은 한미연합 공군이 대규모의 전투기, 폭격기 공습을 하는 작전계획이다.
충격과 공포의 교리가 있는데, 과거 냉전 시절의 핵무기를 사용하지 않고서도, 최근 기술 발달로 개발된 정밀유도폭탄, 정밀유도미사일을 대량으로 발사하면, 적국을 원시시대로 만든다는 개념이다. 핵무기는 즉시 적국을 전멸시키지만, 정밀유도무기의 대규모 사용은 주요 문명 시설을 파괴해, 사실상 원시시대로 만들어서, 적의 전국민을 굶겨 죽인다는 개념이다. 그래서, 북한의 핵무기 위협에, 한미연합군은 충격과 공포의 교리로 대응하고 있다.
북한은 매우 가난해서, 고가의 정밀유도무기를 대규모로 사용하는 작전계획을 채택할 수가 없다.
견고한 핵심시설, 군사시설, 산업시설의 경우, 과거 냉전 때는 미사일과 폭탄의 오차가 커서, 핵무기를 사용해야만 해당 핵심시설을 무력화 시킬 수 있었다. 반면에 정밀유도무기가 개발되어서, 현재는 쪽집게 타격이 가능해서, 매우 작은 재래식 미사일 몇발로, 핵심시설의 무력화가 가능해졌다.
한미연합군은 북한의 700개 이상의 핵심표적에 대해 각각 10발 정도의 정밀유도무기 공격을 하면, 북한이 원시시대가 되어, 굶어죽는다고 평가한다. 대신, 정밀유도무기가 매우 비싸서, 가난한 나라는 할 수 없는 작전계획이다.

## 같이 보기
- 대량응징보복